# Eoneoprioniodus
Genre
Eoneoprioniodus est un genre fossile de conodontes de la famille fossile des Balognathidae dans l'ordre fossile des Prioniodontida.

## Classification
Le genre Eoneoprioniodus est décrit en 1965 par le paléontologue Michael C. Mound,.

### Fossiles
Selon Paleobiology Database en 2024, les collections de fossiles référencées sont au nombre de quatre, mais sans précision sur les fossiles de l'Oklahoma de l'auteur taxonomique Michael C. Mound.

## Description
Les différentes espèces ont été trouvées dans des terrains datant du Whiterockian (en) de l'Ordovicien moyen en Amérique du Nord.

## Espèces
- †Eoneoprioniodus bilongatus (Harris, 1962)
  - syn. †Oistodus bilongatus Harris, 1962
  - syn. †Eoneoprioniodus cryptoden Mound, 1965
  - syn. †Eoneoprioniodus cryptodens Mound, 1965[2]

- - syn. †Acodus tripterolobus Mound, 1965
  - syn. †Acontiodus bialatus Mound, 1965
  - syn. †Eoneoprioniodus bialatus (Mound, 1965)